# Вольфф, Альберт
Альбер(т) Вольфф (фр. Albert Wolff; 13 июля 1906, Барр — 14 июня 1989, Скотсдейл, Аризона) — французский, а затем американский фехтовальщик, чемпион мира и Панамериканских игр.

## Биография
Родился в 1906 году в Барре. В 1936 году прошёл отбор в олимпийскую сборную Франции но, будучи евреем, отказался ехать на Олимпийские игры в Берлине. В 1937 году завоевал серебряную медаль чемпионата мира, в 1938 году стал чемпионом мира.
В годы Второй мировой войны воевал в рядах французской армии, попал в немецкий плен и был помещён в лагерь для евреев. Смог бежать, и через Португалию выбрался в США. Вступил в американскую армию, и в её рядах вновь появился в Европе, воюя с фашистами.
После войны выступал за США. В 1948 году принял участие в Олимпийских играх в Лондоне, но неудачно. В 1951 году стал обладателем золотой и серебряной медалей Панамериканских игр. В 1952 году участвовал в Олимпийских играх в Хельсинки, но опять не завоевал медалей.